# L'Avellana (Pinell de Solsonès)
L'Avellana és una masia situada al municipi de Pinell de Solsonès, a la comarca catalana del Solsonès. Es considera que pot ser del segle xv. Possiblement al segle xviii va ser ampliada, ja que a la dovella central de la porta principal hi ha inscrita la data de 1761. Posteriorment ha estat restaurada en època moderna.
Està situada a 657 m d'altitud

## Història
La casa es considera que pot ser del segle xv basant-se en alguns del seus elements arquitectònics. Possiblement al segle xviii va ser ampliada, ja que a la dovella central de la porta principal hi ha inscrita la data de 1761. Posteriorment ha estat restaurada en època moderna.

## Descripció
És un edifici de planta rectangular que consta de planta baixa i dos pisos superiors. Adossada a la façana sud hi ha una terrassa parcialment tancada que devia pertànyer a un antic conjunt de coberts. Es troba fonamentada sobre la codinera. Els materials de construcció són bàsicament la pedra i el ciment blanc. Hi ha alguna part, poques, remolinada a causa de la seva dificultat de recuperació- La teulada té dues vessants i està coberta amb teula del país. La porta principal és a la façana sud i es tracta d'una porta amb arc de mig punt lleugerament apuntat i emmarcat per grans dovelles. Al lateral oest hi ha una segona porta rectangular on a la llinda hi ha inscrites les dates de consolidació modernes: 1952 i 2008. Arquitectònicament cal destacar que es tracta d'una casa restaurada conservant molt bé l'antiga constitució externa de la casa. N'és una prova la reconstrucció alguns ampits motllurats idèntics als que ja hi havia.